# Amphisbaena xera
Amphisbaena xera là một loài bò sát trong họ Amphisbaenidae. Loài này được Thomas mô tả khoa học đầu tiên năm 1966.